# Amédée Petit
Pour les articles homonymes, voir Petit.
Amédée Petit est un magistrat et homme politique français né le 24 novembre 1856 à Magnicourt-sur-Canche (Pas-de-Calais) et décédé le 28 août 1926 à Magnicourt-sur-Canche
Haut magistrat, il est premier président de la cour d'Appel d'Amiens en 1914. Élu sénateur du Pas-de-Calais en mars 1923, il est invalidé en juin, malgré un score confortable, dans des conditions très contestables. Il ressort des débats qu'il lui est surtout reproché d'avoir fui Amiens devant l'avance allemande, en 1914, malgré les ordres de la Chancellerie. 

## Sources
- « Amédée Petit », dans le Dictionnaire des parlementaires français (1889-1940), sous la direction de Jean Jolly, PUF, 1960 [détail de l’édition]